# Обама (Фукуй)

35°29′44″ пн. ш. 135°44′48″ сх. д. / 35.49556° пн. ш. 135.74667° сх. д.
Оба́ма (яп. 小浜市, おばまし, МФА: [obama ɕi̥]) — місто в Японії, в префектурі Фукуй.

## Короткі відомості
Розташоване в західній частині префектури, на березі Японського моря. Виникло на основі стародавнього адміністративного центру провінції Вакаса. В середньовіччі було портовим містечком. В ранньому новому часі перетворене на призамкове містечко самурайського роду Сакай. Основою економіки є рибальство, харчова промисловість, комерція. Традиційне ремесло — виготовлення лакованого посуду. В місті розташовано багато буддистських монастирів та синтоїстських святилищ, через що його називають «морською Нарою». Станом на 1 червня 2009 площа міста становила 232,87 км². Станом на 1 липня 2011 населення міста становило 31 052 осіб.